# Col de Restefond
Col de Restefond (2680 m n.p.m.) - wysokogórska przełęcz we francuskich Alpach, położona niedaleko granicy z Włochami. Leży na terenie Parku Narodowego Mercantour, w departamencie Alpy Górnej Prowansji. W pobliżu znajduje się przełęcz Bonette i z tego powodu czasem obie przełęcze są ze sobą mylone.
Przez przełęcz Restefond przechodzi droga nr 64. Przełęcz jest z reguły nieprzejezdna w okresie od listopada do maja z powodu zalegającego śniegu i lodu.
W pobliżu przełęczy znajdują się bunkry, będące pozostałością po tzw. Małej Linii Maginota – francuskich fortyfikacjach wzdłuż wschodniej granicy państwa, na jej odcinku z Włochami. Część tych umocnień – Ouvrage Col de Restefond – składała się z trzech bloków, zwróconych w stronę Włoch.